# Why You Wanna Treat Me So Bad?
A Why You Wanna Treat Me So Bad? Prince második kislemeze a Prince albumról, és az első rock and roll-inspirálta dala. Tizenharmadik helyig jutott az R&B Singles slágerlistán az Egyesült Államokban.
Prince az első három turnéján játszotta a dalt. Az Egyesült Államokban a B-oldal a Baby volt (a For You albumról), míg Új-Zélandon a Bambi. 1987-ben Tuesday Knights feldolgozta a dalt a debütáló albumán.

## Számlista
| Régió            | A-oldal                        | B-oldal |
| ---------------- | ------------------------------ | ------- |
| Egyesült Államok | Why You Wanna Treat Me So Bad? | Baby    |
| Új-Zéland        | Why You Wanna Treat Me So Bad? | Bambi   |

## Slágerlisták
| Chart (1980)                 | Peak position |
| ---------------------------- | ------------- |
| US Billboard Hot R&B Singles | 13            |